# Edgard Madi
Edgard Madi (Beit Mery, 22 de abril de 1956) é um eparca maronita da Eparquia maronita no Brasil.

## Biografia
Dom Edgard cursou colegial no Collége Sagesse e os estudos eclesiásticos na Universidade Kaslik, no Líbano entre 1977 e 1981. Foi ordenado sacerdote no dia 14 de agosto de 1983, mudou se para Boston nos Estados Unidos onde se especializou em Educação entre 1988 e 1991. Ao retornar para Universidade Kaslik, obteve o Doutorado em Filosofia da Educação em 2001.
Durante o seu sacerdócio ocupou os seguintes cargos: de 1983 a 1984 foi secretário do Bispado Maronita em Beirute; assistente na Paróquia Mar Mikhael em Beirute e na Igreja Latina em Boston de 1988 a 1991; padre na Paróquia Santa Tereza em Mansurieh no Líbano entre 1984 e 1988; diretor em escola High School por cinco anos e Supervisor de Estudos durante 10 anos; é estudioso do Diálogo entre as Religiões, principalmente entre as religiões Cristã e Islâmica. Entre 1991 e 2001, passou várias semanas no Brasil. Fala árabe, português, francês e inglês.
Foi nomeado em 14 de outubro de 2006 como Bispo de Nossa Senhora do Líbano em São Paulo. Dom Edgard Madi foi ordenado no dia 26 de novembro de 2006 em Bkerki, sede do Patriarcado Maronita no Líbano pelo Cardeal Nasrallah Pierre Sfeir; os principais co-consagradores foram Paul Youssef Matar, Arcebispo Maronita de Beirute, e Joseph Mahfouz, OLM, Bispo Emérito de Nossa Senhora do Líbano em São Paulo.
A Posse da Sé do Bispado Maronita em São Paulo aconteceu aos 10 de dezembro de 2006 contando com a presença de Dom Boulos Mattar - Bispo Maronita de Beirute e Dom Emilio Boulos Saadé - Bispo Maronita de Batroun. Dom Edgard Madi substituiu a Dom Joseph Mahfouz que permaneceu durante 16 anos a frente do Arcebispado Maronita do Brasil.
Em 25 de fevereiro de 2018, em cerimônia na Catedral de Nossa Senhora do Líbano, o governador do Estado de São Paulo, Geraldo Alckmin, concedeu-lhe a grã-cruz da Ordem do Ipiranga.